# Diocèse de Chioggia
Le diocèse de Chioggia (latin : Dioecesis Clodiensis) est l'un des 115 diocèses catholiques italiens. Situé dans la région de Vénétie (province de Venise), il est suffragant du patriarcat de Venise et fait partie de la région ecclésiastique de Triveneto. L'évêque est actuellement Mgr Giampaolo Dianin (it).
Le siège épiscopal se trouve en la cathédrale de Chioggia.

## Territoire

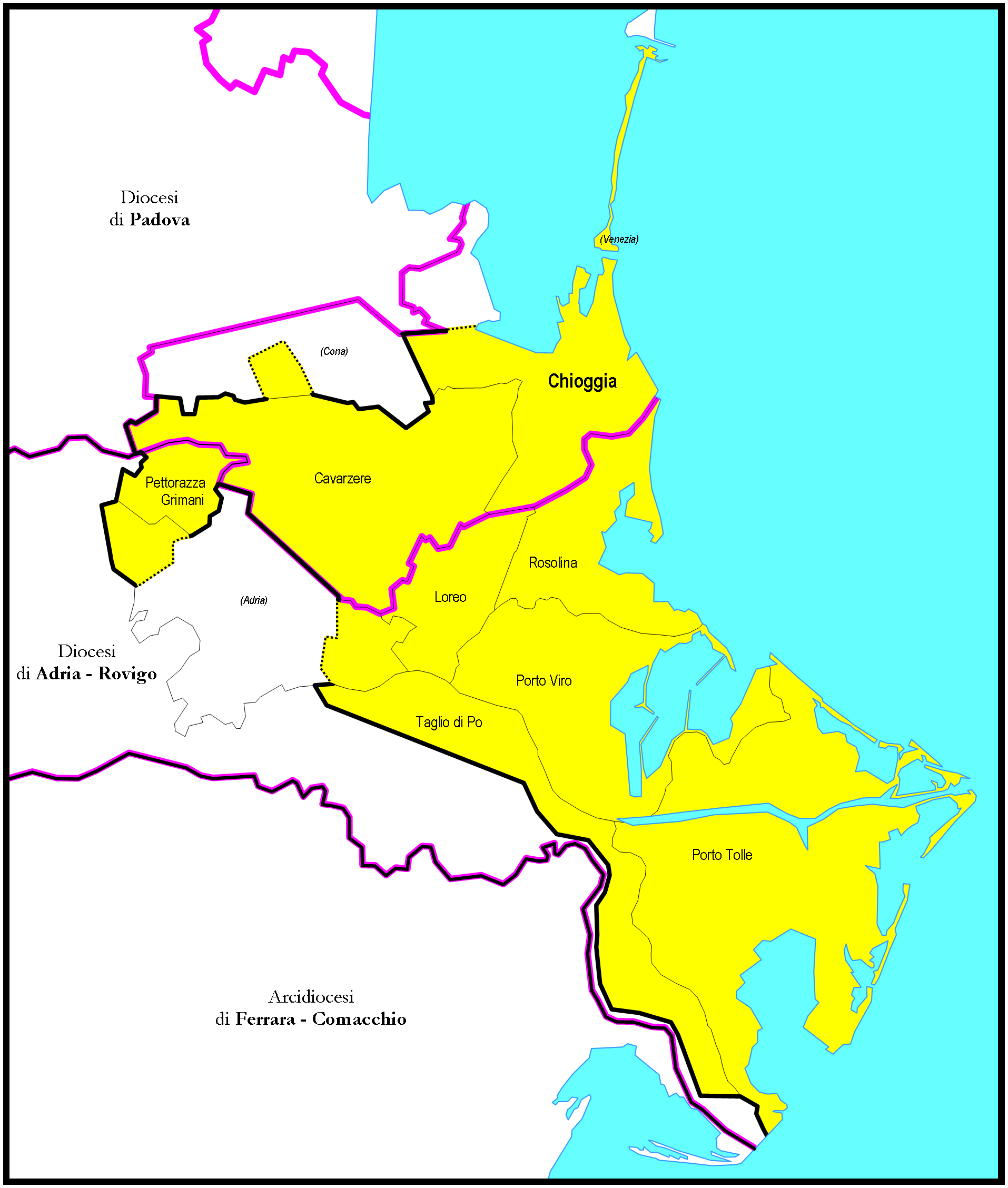
Carte du diocèse de Chiogga.

Emplacement du diocèse.

Le territoire diocésain comprend la ville de Chioggia, le sud de la province de Venise, l'île de Pellestrina  ainsi que quelques communes de la partie orientale de la province de Rovigo.
L'ensemble compte 68 paroisses.

#### Almanach diocésain de Chioggia
- (it) Giuseppe Molinari, Almanacco diocesano di Chioggia per l'anno MDCCCXL, Chioggia, 1840, 19 p. (lire en ligne)
- (it) Almanacco diocesano di Chioggia per l'anno MDCCCLIII, Venise, 1853, 27 p. (lire en ligne)
- (it) Jacopo De' Foretti, Almanacco diocesano di Chioggia per l'anno MDCCCLVIII, Venise, 1858, 27 p. (lire en ligne)
- (it) G. B. Merlo, Almanacco diocesano di Chioggia per l'anno MDCCCLXVI, Venise, 1866, 27 p. (lire en ligne)